# Štefan Németh-Šamorínsky
Štefan Németh-Šamorínsky (29. září 1896 Šamorín – 31. ledna 1975 Bratislava) byl slovenský varhaník, sbormistr, hudební skladatel a pedagog.

## Život
Byl synem šamorínského učitele a regenschoriho. Základní hudební vzdělání získal od svého otce. Již v deseti letech hrál při mších na varhany. V letech 1906–1914 studoval na gymnáziu při klášteru klarisek v Bratislavě a současně navštěvoval Městskou hudební školu, kde studoval hru na klavír a na housle. Od roku 1908, tedy od svých třinácti let, byl houslistou Městského symfonického orchestru a členem chlapeckého sboru Církevního hudebního spolku (Kirchenmusikverein) při chrámu sv. Martina. Ve studiu pokračoval na Vysoké hudební škole v Budapešti, kde jeho učiteli byli Béla Bartók (klavír), Dezső Antalffy-Zsiross (varhany) a Leó Weiner (skladba). V roce 1915 musel studium přerušit, neboť byl odveden jako důstojník aspirant na frontu. Po skončení První světové války ve studiu pokračoval a v roce 1921 absolvoval. Vzdělání završil v roce 1923 na Mistrovské škole ve Vídni (klavír – Franz Schmidt, varhany – Franz Schütz).
Stal se učitelem Městské hudební školy v Bratislavě a od roku 1921 až do roku 1953 působil také jako varhaník katedrály svatého Martina. V roce 1924 byl jmenován profesorem na Vysoké škole hudební v Budapešti. Založil a řídil Pěvecký sbor Bély Bartóka, se kterým koncertoval doma i v zahraničí, často i za Bartókovy účasti. Od roku 1930 spolupracoval s Československým rozhlasem a od roku 1949 působil jako profesor klavíru a komorní hry na Vysoké škole múzických umění v Bratislavě.
Pracoval rovněž jako organolog. Navrhl více než 30 nástrojů po celém Slovensku.
Skladatel, pedagog a klavírista Štefan Németh-Šamorínsky zemřel 31. ledna 1975 v Bratislavě ve věku 78 let. Jeho jméno nese Základná umelecká škola v Šamoríně.

## Dílo

### Orchestrální skladby
- Brezy (symfonická báseň pre veľký orchester, 1959)
- Úderníci (zpěv a orchetsr, text J. Poničan, 1951),
- Koncert pro klavír a orchestr (1957)
- Koncert pro varhany a orchestr (1958)

### Klavírní skladby
- Floridus (1919)
- Capriccio (1946, rev. 1961)
- Pre mládež (1950)
- Meditácia na tému Nicola Paganiniho (1951)
- Intermezzo (1952)
- Slovenská rapsódia (1952)
- Sonáta op. 50 (1955)
- Improvizácia na slovenskú ľudovú pieseň (1959)
- Epitaf (1972)

### Varhany
- Dve malé organové skladby (1931)
- Partita profana, op. 82 per organo solo (1961)
- Sonata a tre, op. 82 per organo solo (1963)
- Concerto, op. 85 per organo solo (1964)
- Accomodatio ad nomen BACH (1972)

### Komorní skladby
- Dva tance pro housle a klavír (1943)
- Slovenská rapsódia (violoncello a klavír, 1960)
- Sonáta (housle a klavír , 1962)
- Trio (1954)
- Scherzo (klavírní trio, 1920)
- Sláčikové kvarteto g-mol (1947)
- Kvinteto (1956)

### Chrámové skladby
- Missa brevis č. 1 F-dur (1921)
- Ave Maria č. 1 (1923)
- Pater noster (1925)
- Ave Maria č. 2 (1928)
- Missa brevis č. 2 A-dur (1933)
- Missa brevis č. 3 g-mol (1936)
- Domine Deus virtutum (1939)
- Bratislavská omša (Missa Posoniensis, 1940)
- Missa brevis č. 4 (1943)
- Ave Maria č. 3 (1947)

Kromě toho zkomponoval řadu písní, sborů a zejména mnoho úprav slovenských a maďarských lidových písní.